# Château de La Buissière
Les ruines du château de La Buissière se situent sur le site de la commune de Bruay-la-Buissière.

## Histoire
Les premières traces du château datent du XIIe siècle. C'était une demeure de plaisance, qui fut notamment l'une des résidences secondaires de la comtesse Mahaut d'Artois au XIVe siècle. Au XVe siècle, le château est renforcé: il se compose d'une enceinte ceignant deux cents arpents de forêt, et d'un donjon rectangulaire imposant.
En 1662, le propriétaire du château vend les grès ruinés du château à Louis XIV, pour la construction de Menin. Le château est transformé au XVIIIe siècle en demeure de plaisance par Ange de Maulde, marquis de La Buissière. Autour du donjon restauré, il construit un logis en équerre. Le bâtiment reste dans la famille de Maulde jusqu'en 1844, puis passe dans celle de Riencourt. Lors du décès de la dernière comtesse de Riencourt en 1910, le château tombe une nouvelle fois à l'abandon.
La Compagnie des Houillères le rachète en 1917, mais le revend en 1964 au Ministère de la Justice, qui décide de le démolir en 1964. Il ne reste du château que le donjon à demi-ruiné, classé in extremis aux Monuments Historiques.